# Jeddo
Jeddo és una població dels Estats Units a l'estat de Pennsilvània. Segons el cens del 2000 tenia 144 habitants.

## Demografia
Segons el cens del 2000, Jeddo tenia 144 habitants, 61 habitatges, i 33 famílies. La densitat de població era de 185,3 habitants per quilòmetre quadrat.
Dels 61 habitatges en un 36,1% hi vivien nens de menys de 18 anys, en un 379,3% hi vivien parelles casades, en un 163,3% dones solteres, i en un 45,9% no eren unitats familiars. En el 36,1% dels habitatges hi vivien persones soles el 13,1% de les quals corresponia a persones de 65 anys o més que vivien soles. El nombre mitjà de persones vivint en cada habitatge era de 2,36 i el nombre mitjà de persones que vivien en cada família era de 3,15.
Per edats la població es repartia de la següent manera: un 27,1% tenia menys de 18 anys, un 10,4% entre 18 i 24, un 34% entre 25 i 44, un 0% de 45 a 60 i un 9% 65 anys o més.
L'edat mediana era de 30 anys. Per cada 100 dones de 18 o més anys hi havia 114,3 homes.
La renda mediana per habitatge era de 20.436 $ i la renda mediana per família de 53.750 $. Els homes tenien una renda mediana de 21.628 $ mentre que les dones 13.750 $. La renda per capita de la població era de 14.776 $. Cap de les famílies i el 7,6% de la població estaven per davall del llindar de pobresa.

## Poblacions més properes
El següent diagrama mostra les poblacions més properes.